# Masečník kulovitý
Masečník kulovitý neboli tloustnice kulovitá (Sarcosoma globosum (Schmidel) Casp. 1891) je velmi vzácná jarní vřeckovýtrusná houba, v České republice pravděpodobně vyhynulá, nezvěstná od 60. let 20. století. Je navržena k ochraně v evropském měřítku jakožto jeden ze 33 druhů makromycetů doporučených k zahrnutí do Bernské konvence.

## Synonyma
- Bulgaria globosa (Schmidel) Fr. 1822
- Burcardia globosa Schmidel 1793

## Vzhled

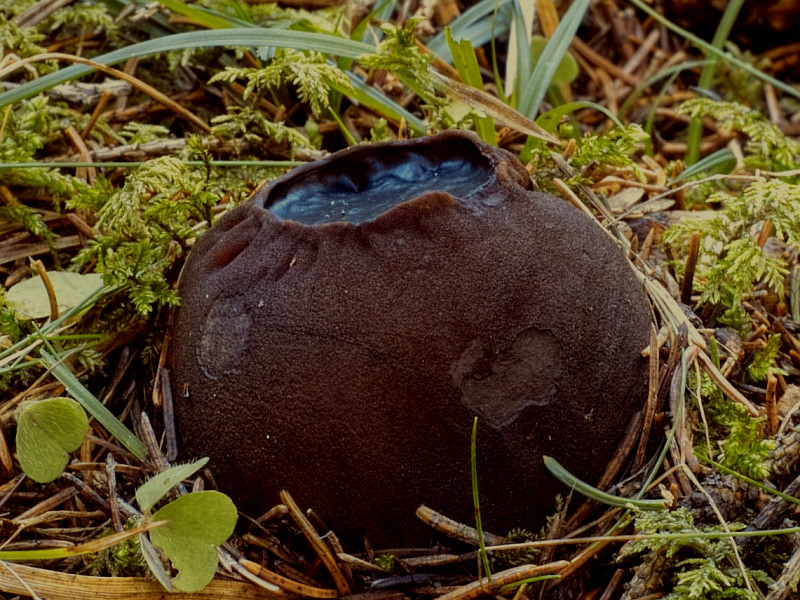
Mladší plodnice

### Makroskopický
Plodnice dosahuje 30–60 (80) milimetrů v průměru a asi 60-120 milimetrů na výšku. Během vývoje se její tvar výrazně mění. Zpočátku je kulovitá až válcovitá, později soudečkovitá a postupně se zplošťuje. Povrch má vrásčitý (úměrně stáří), temně hnědý, sametový. Na vrcholu nese kruhovitou mírně prohloubenou černou plodní misku s theciem.
Dužnina je rosolovitá, vodnatá, šedě zbarvená. Uvnitř plodnice uzavírá značné množství tekutiny, která slouží jako zásobárna vláhy pro dokončení vývoje plodnice. Jedna plodnice obsahuje 35–60 ml této tekutiny, která má pH 5,8. Jejím vyčerpáváním se výška plodnice snižuje, přičemž plodní miska roste a v závěrečném stádiu může překrývat celou plodnici, která má již více-méně plochý diskovitý tvar. Plodnice jsou tvořeny zhruba z 99 % vodou. Kavina uvádí, že exemplář o rozměrech 70 × 85 milimetrů dosahoval hmotnosti 211 gramů.

### Mikroskopický
Povrch parathecia kryjí chlupy dosahující 85–100 × 10–12 μm, které jsou tvořené 3-4 buňkami. Thecium je dlouho sterilní, tvořené paralelně sestavenými 5 μm silnými hyfami. Později tvoří 400–425 μm dlouhá a 12–16 μm široká vřecka, která v době zralosti dosahují 480–500 × 16–18 μm. Uzavírají 8 hyalinních výtrusů elipsoidního tvaru o rozměrech 29–32 × 7–12 μm. Parafýzy jsou nevětvené, hnědé, článkované, ke konci mírně kyjovité, 5-8 μm široké.

## Výskyt

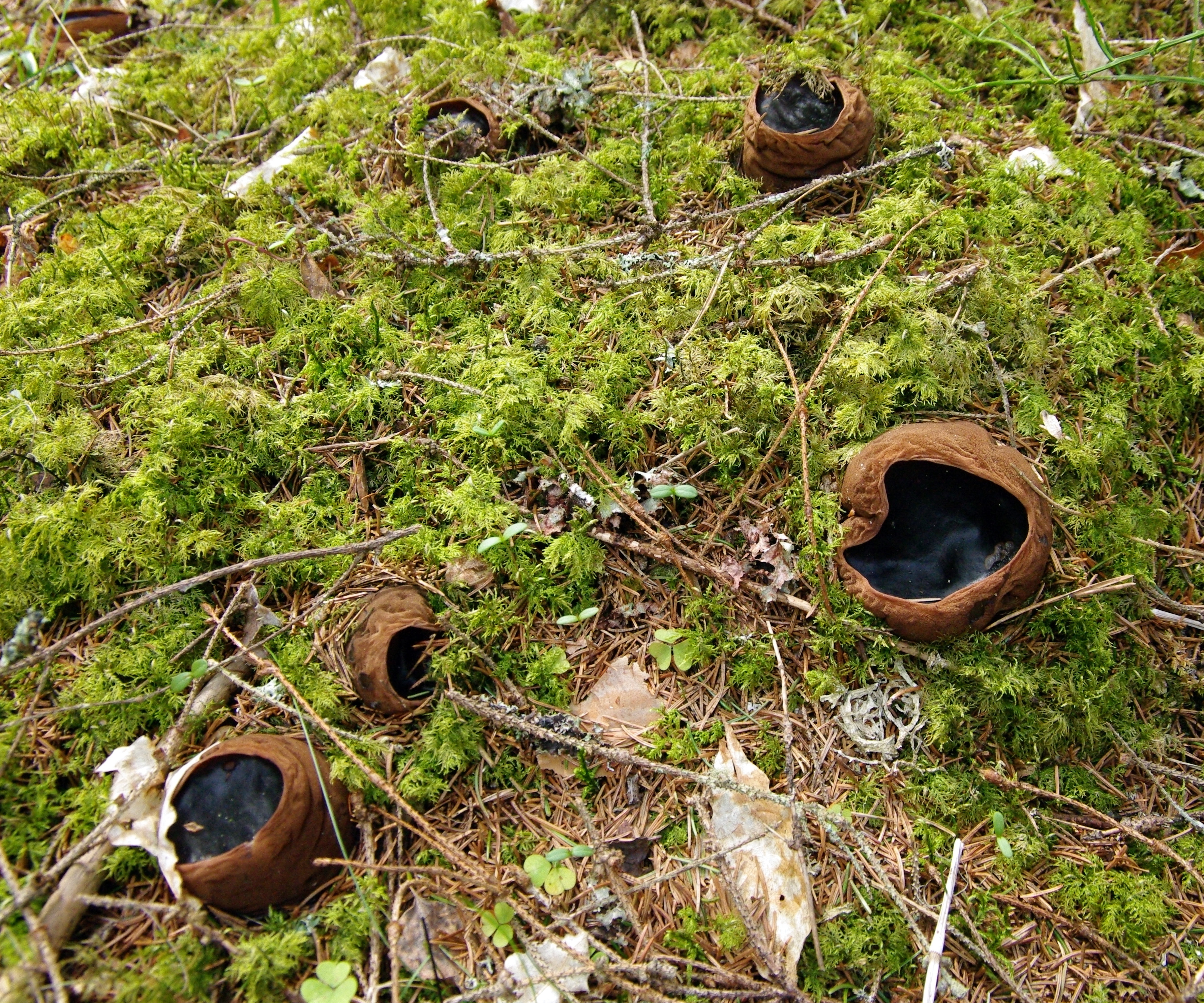
Skupina plodnic v mechu

Saprotrof rostoucí ve vlhkých starých smrkových lesích. Plodnice jsou částečně zanořené v hrabance nebo vlhkém mechu, jako je například travník Schreberův (Pleurozium schreberi) nebo pérovec hřebenitý (Ptilium crista-castrensis). Autoři nejsou jednotní co do požadavku na půdní podloží – Kavina u českých nálezů z první čtvrtiny 20. století uvádí výrazně kyselou půdní reakci (pH 3,6 až 3,8), zatímco popisy recentních severoevropských nálezů ukazují spíše na půdy neutrální až vápnité. Fruktifikuje někdy již od poloviny února, obvykle od poloviny března do poloviny května, v severských oblastech později.

## Rozšíření
Roste v Evropě, Asii a Severní Americe. Na území současné České republiky byl objeven v dubnu 1880 profesorem Josefem Velenovským v okolí Čekanice u Blatné. Poslední známý nález byl učiněn roku 1966 nebo 1967 v okolí Ostojkovic na Dačicku. Během této éry byly publikovány lokality z oblasti stávajícího Jihočeského kraje, Plzeňského kraje, Vysočiny, Středočeského kraje, Libereckého kraje, Královéhradeckého kraje a Ústeckého kraje. Známý byl i ze Slovenska.

## Záměna
Masečník kulovitý je kombinací svého vzhledu, ekologie a doby výskytu natolik unikátní, že záměna není příliš pravděpodobná. Vzdáleně podobné jsou:
- klihatka černá (Bulgaria inquinans) – vytváří menší plodnice rostoucí na mrtvém dřevu listnáčů (dub, habr aj.)
- urnička pohárová (Urnula craterium) – duté negelovité plodnice rostoucí na mrtvém dřevu listnáčů (habr, jilm, líska aj.)
- baňka velkokališná (Sarcosphaera coronaria) – křehké duté plodnice, vně světlé, uvnitř fialové

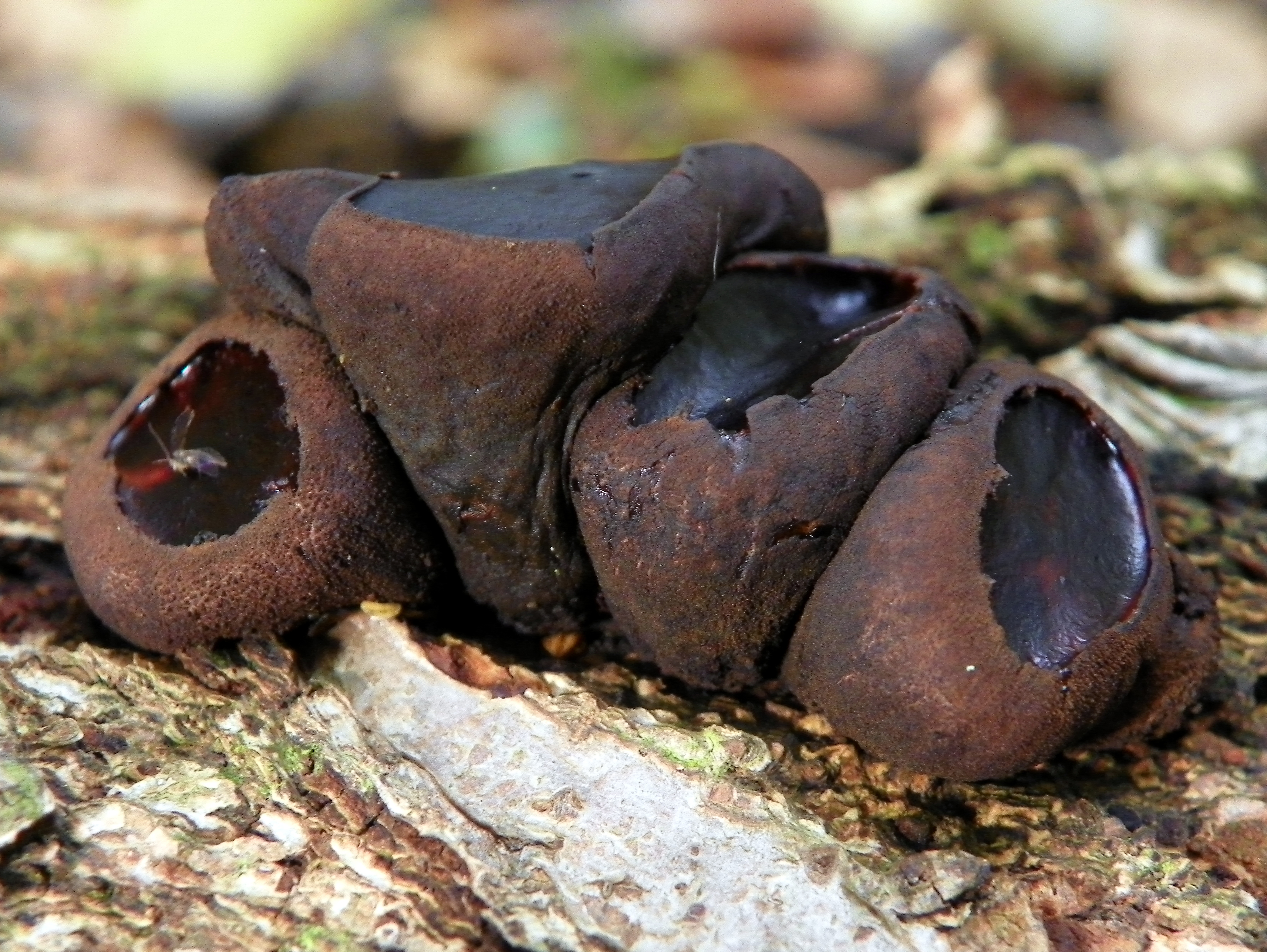
klihatka černá
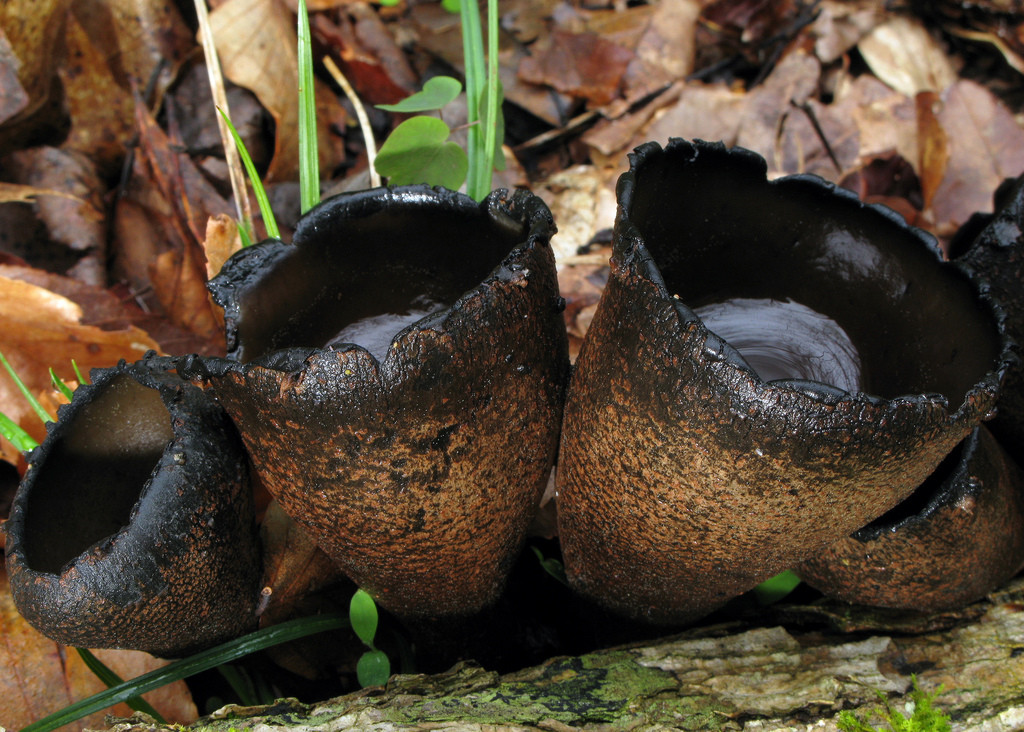
urnička pohárová
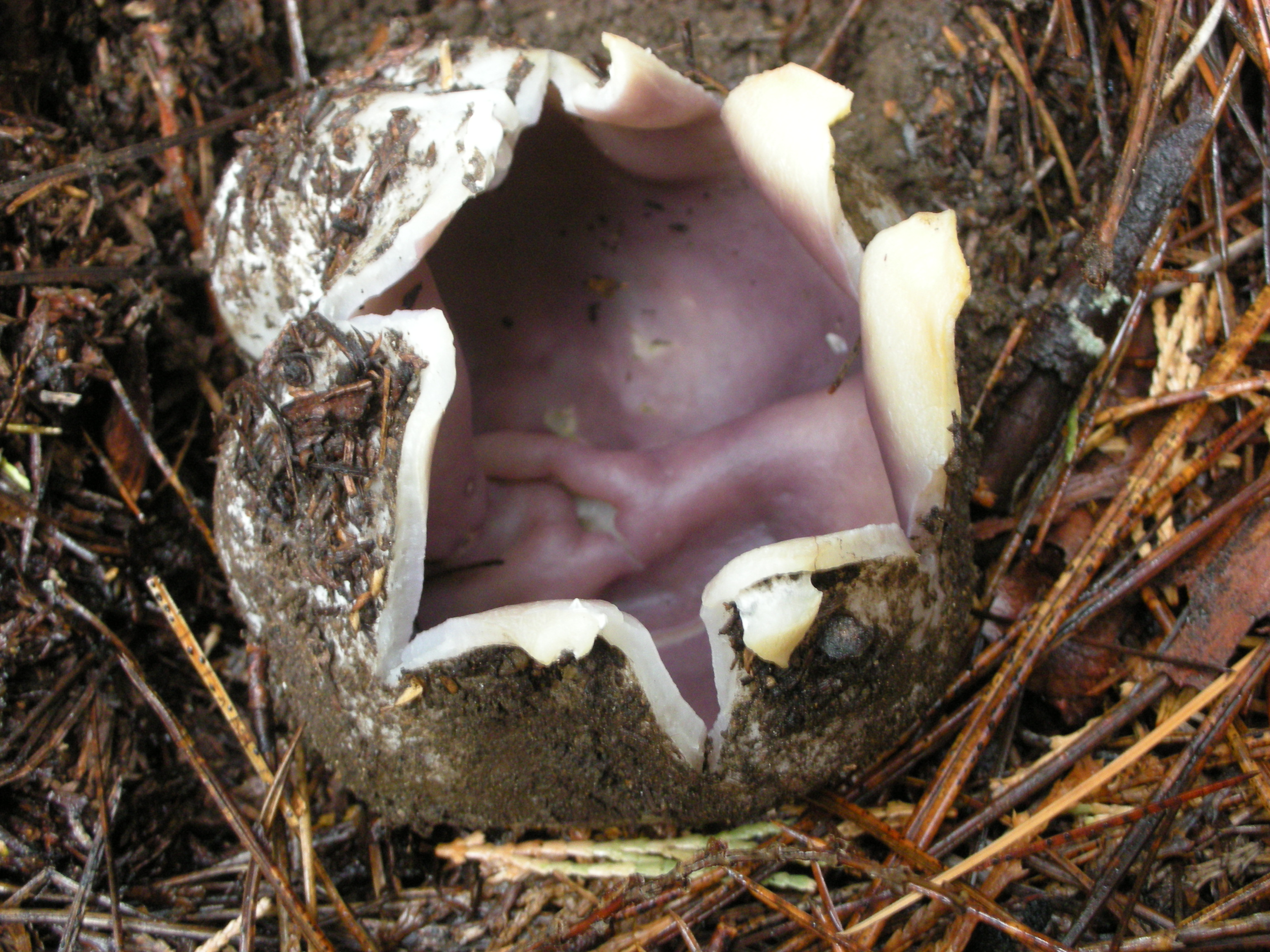
baňka velkokališná

## Ochrana
Masečník kulovitý je zahrnutý v červených knihách a seznamech 12 evropských zemí. Za pravděpodobně vyhynulý či regionálně vyhynulý (?EX/RE) je považován v České republice, Litvě, Německu a na Slovensku. Kriticky ohrožený (CR) je v Arménii, Lotyšsku a Norsku. Ohrožený (E) je v Polsku. Za zranitelný (VU) je považovaný ve Švédsku a za téměř ohrožený (NT) ve Finsku. V Rusku (Leningradské oblasti) je klasifikovaný stupněm 2 a na Ukrajině jako vzácný (rare).[1] Figuruje v kandidátní listině evropského červeného seznamu a mezi 33 druhy doporučenými k mezinárodní ochraně v rámci Bernské konvence. Ve 3 evropských zemích je chráněn zákonem.
Je uveden v Červené knize ohrožených a vzácných druhů rostlin a živočichů SR a ČR jako Kriticky ohrožený druh (E) a v Červeném seznamu hub (makromycetů) České republiky jako pravděpodobně vyhynulý druh (?EX). Od 80. let jsou vycházejí v mykologických a přírodovědných periodicích články vyzývající ke znovuobjevení této houby. V roce 1982 byla v Mykologickém sborníku publikována výzva Bohumila Plánského, který doporučoval případný nález doložit exsikátem nebo fotografií. V roce 1993 vydal další výzvu František Kotlaba v Mykologických listech. Doporučil, aby v případě nálezu alespoň pěti plodnic byly jedna až dvě použity jako doklad a uloženy v herbáři.  Případný nález je vhodné obratem hlásit nejbližšímu mykologickému pracovišti.